# Jüdische Schule in Stuttgart
Die 1934 eröffnete Jüdische Schule in Stuttgart entstand auf dem Gelände der Jüdischen Gemeinde Stuttgart im Hospitalviertel in Stuttgart-Mitte. Gründe waren Repressalien gegen jüdische Schüler an den Staatsschulen und Vorbereitung auf die erzwungenen „Auswanderungen“. Die Schule bestand bis 1941, als das Verbot erlassen wurde, jüdische Schüler zu unterrichten.

## Vorgeschichte und Gründe
Schon bald nach der Machtübernahme der NSDAP am 30. Januar 1933 begann innerhalb der jüdischen Gemeinschaft die Diskussion über deren Folgen für die jüdischen Kinder an den deutschen Schulen. Die damaligen Verantwortlichen in der Jüdischen Gemeinde in Stuttgart (heute Israelitische Religionsgemeinschaft Württembergs, vgl. auch Theodor Rothschild), unter anderen Otto Hirsch und Hermann Merzbacher, machten sich darum bereits im November desselben Jahres konkrete Gedanken über die Gründung einer jüdischen Schule in Stuttgart. Nach reiflichen Überlegungen und dem Abwägen der Vor- und Nachteile kamen sie zum Schluss, die Gründung einer solchen anzustreben. Sie baten darum den Reformpädagogen Theodor Rothschild aus Esslingen am Neckar, dafür ein pädagogisches Konzept auszuarbeiten. Theodor Rothschild war zu jener Zeit in Esslingen Heimleiter des Israelitischen Waisenhauses „Wilhelmspflege“, wo er zuvor Lehrer gewesen war.

## Pädagogisches Konzept
In dem von Theodor Rothschild verfassten pädagogischen Konzept wurden auch Bedürfnisse in Zusammenhang mit der erzwungenen „Auswanderung“ von jüdischen Kindern berücksichtigt. Es wurde somit großer Wert auf die Erlernung der Sprachen Englisch und Hebräisch gelegt und auch die Schulung von hauswirtschaftlichen und handwerklichen Fähigkeiten sollte nicht zu kurz kommen.

## Realisierung

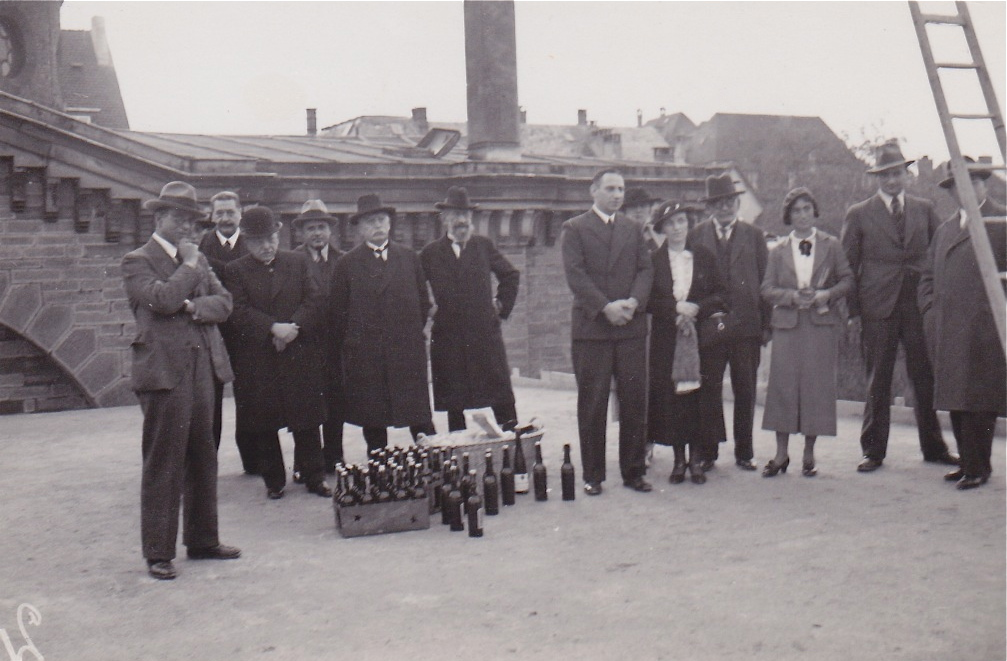
Richtfest auf der Jüdischen Schule Stuttgart im Oktober 1934

Die Frage der definitiven Unterkunft der Schule löste in der Gemeinde eine größere Diskussion aus. Letztlich entschieden sich die Gremien für einen Neubau. Der Architekt Oskar Bloch, der mit seinem Partner Ernst Guggenheimer, schon einige Bauten für die Gemeinde errichtet hatte, wurde mit der Aufgabe betraut. Er entwarf ein modernes, helles Gebäude mit sieben Klassenzimmern und einer Turnhalle, die auch als Festsaal Verwendung fand. Dazu gab es einen Werkraum, eine Veranda und Waschräume. Der Standort war der „Hof- und Gartenplatz hinter dem Gemeindeverwaltungsgebäude“ in der Hospitalstraße 36A, unweit der Alten Synagoge. Über das Richtfest im Oktober 1934 berichtete die Gemeindezeitung: „Der am Bau vorzugsweise beteiligte Zimmer-Polier sprach den Richtspruch, der in dem Wunsche ausklang, dass in diesem Bau glückliche, junge Menschen heranwachsen mögen“.

## Charakterisierung des Gebäudes
Die Einrichtung entsprach – so die Gemeinde-Zeitung für die israelitischen Gemeinden Württembergs im Jahr 1935 – den Anforderungen des zeitgemäßen Schulbaus, das Gebäude wurde von der Historikerin und damaligen Mitarbeiterin im Stadtarchiv Stuttgart Maria Zelzer im Jahr 1964 als „bescheidener Zweckbau, in Zeichen der Not entstanden“ charakterisiert, „in keiner Weise mit der repräsentativen Synagoge vergleichbar. (…) Bei aller Sparsamkeit an Raum und Geld war es gelungen, einen modernen Bau (…) zu errichten“.

## Eröffnung des Unterrichtes und Einweihung des Gebäudes
Bereits am 17. April 1934 war die jüdische Schule in Stuttgart in provisorisch hergerichteten Räumlichkeiten eröffnet worden. Der Festredner Hermann Merzbacher betonte bei dieser Gelegenheit, die jüdische Schule sei „Ausdruck des starken Lebenswillens der jüdischen Gemeinschaft“.
Ein Jahr nach der Eröffnung des Unterrichtes wurde das Schulgebäude am 7. April 1935 mit Kammermusik und Wünschen für eine friedvolle, segensreiche Zukunft eingeweiht.

## Unterricht, Lehrkörper und Schulentwicklung

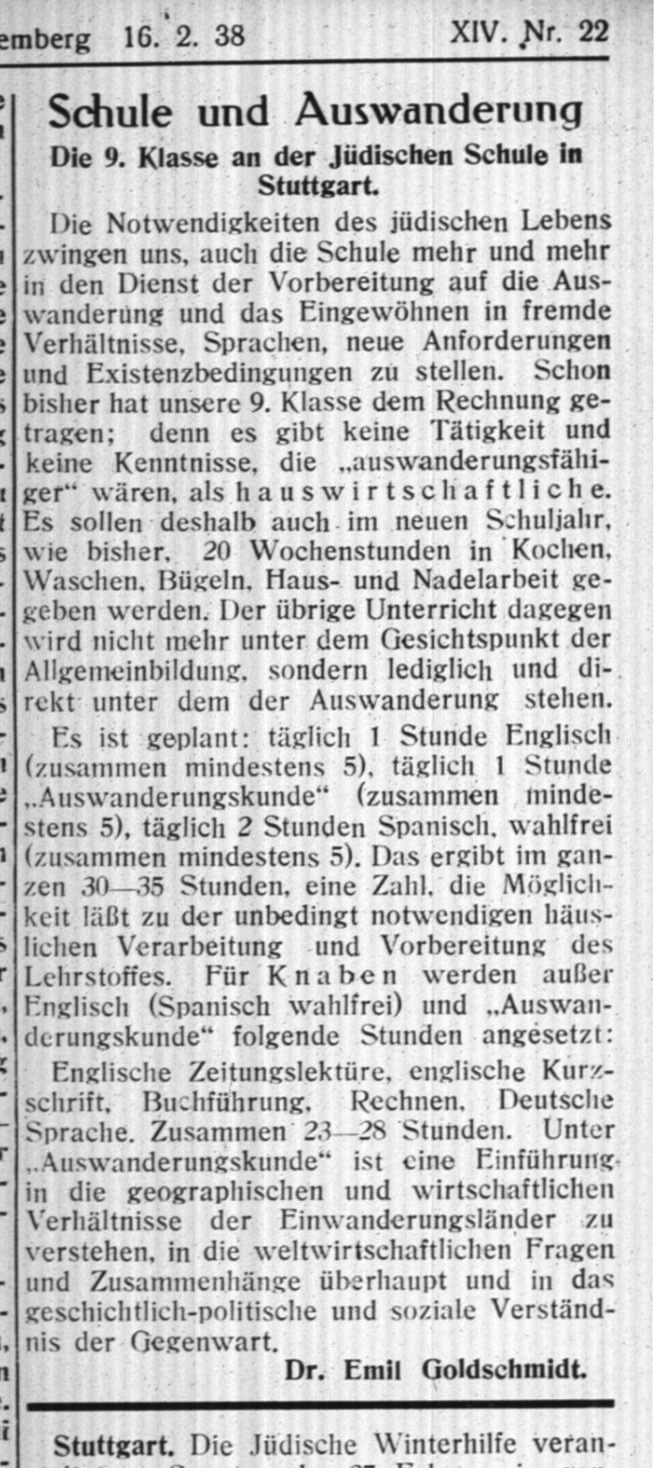
Zeitungsartikel Schule und Auswanderung von Emil Goldschmidt vom 16. Februar 1938

Neben dem aus Hamburg stammenden promovierten Emil Goldschmidt (1901–1990), dem ersten Schulleiter der Schule, war Lotta Stern Konrektorin. Der Lehrkörper bestand aus drei Personen. Zusätzlich zum württembergischen allgemeinen Lehrplan wurden die Schüler in Judentum und den Sprachen Hebräisch, Englisch und Französisch unterrichtet. Dazu gab es Handarbeits- und Werkunterricht, Musik und Zeichnen. Im ersten Jahr besuchten achtzig Schülerinnen und Schüler insgesamt vier Klassen. Im darauf folgenden Schuljahr 1934/35 kam eine weitere Klasse und eine weitere Lehrkraft hinzu. Im Frühjahr 1935 unterrichteten fünf „Lehrpersonen“ in sechs Klassen 120 Schülerinnen und Schüler, im Schuljahr 1935/36 wuchs die Zahl der Schülerinnen und Schüler auf 201. Im darauf folgenden Schuljahr 1936/37 wurden 213 Schülerinnen und Schüler verzeichnet, die von acht Lehrerinnen und Lehrern unterrichtet wurden. 1937/38 kam eine neunte Klasse hinzu. Eine der Lehrerinnen im Jahr 1937 war Hedi Oppenheimer Obwohl die Zahl der erzwungenen „Emigrationen“ zunahm, belief sich die Schülerzahl im August 1938 auf 183. Sie wurden von acht Lehrerinnen und Lehrern unterrichtet, dazu kamen sieben ergänzende Lehrer. Nachdem Emil Goldschmidt im Gefolge der Pogrome der „Reichskristallnacht“ für zwei Wochen „Schutzhaft“ in das Konzentrationslager Dachau verbracht worden war, leitete seine Ehefrau Edith (1907–1996), geborene Hirsch, kurzzeitig die Schule. Sie hatte 1933 noch das Erste Staatsexamen für das Lehramt absolvieren können, war aber wegen des „Arierparagraphen“ nicht mehr zum Referendardienst zugelassen worden. Nach der Emigration der Goldschmidts Ende 1939 über das Vereinigte Königreich nach Chile wurde Fräulein Anna Wieler Leiterin der Schule, Nach der Schließung des Jüdischen Waisenhauses „Wilhelmspflege“ in Esslingen am 26. August 1939, das von den Behörden zu einem Seuchen- bzw. Reservelazarett umfunktioniert wurde, war Theodor Rothschild ab 1940 noch ungefähr ein Jahr lang Schulleiter an der Jüdischen Schule in Stuttgart. Auch seiner Frau Ina Rothschild arbeitete an der Schule. Beide wohnten auch ab März 1940 in Stuttgart.

## Schulleben
In einem „Schulkinderzirkel“ bot die Schule täglich außer mittwochs Hausaufgabenhilfe an, die von einer Kindergärtnerin geleistet wurde. Walter Marx erinnert sich an „im Allgemeinen angenehme“ koedukative Samstagnachmittagstreffs mit Tanzstunden und Gesellschaftsspielen: „Jeden Samstagnachmittag gab es Treffs, bei denen gesellschaftlich reifere Mädchen versuchten, einer widerstrebenden Gruppe tollpatschiger Knaben die neuesten Tanzschritte beizubringen, wo auch Gesellschaftsspiele gemacht wurden, oder wo man einfach herumsaß und miteinander schwätzte und wo manche unter uns sich in aller Stille ihrer Geschlechtlichkeit bewusst wurden.“ Dazu veranstaltete die Schule sonntags Gruppenwanderungen, an denen ebenfalls Mädchen wie Jungen teilnahmen. Diese Ausflüge mussten wegen judenfeindlichen Verhaltens der nichtjüdischen Bevölkerung eingestellt werden. Auf dem Sportplatz der jüdischen Gemeinde gab es Fußballspielen und Wettrennen. Doch auch dieser Sportplatz wurde von den NS-Behörden beschlagnahmt, sodass die sonntäglichen und – in den Sommerferien auch werktäglichen – sportlichen Aktivitäten der jüdischen Schüler dort nicht mehr möglich waren. Walter Marx musste sich mit seinen männlichen Klassenkameraden hinfort nach dem bis 13 Uhr gehenden Unterricht mit dem Transport von Möbeln und anderen Haushaltsgütern befassen. Es gab viel zu tun, weil es viele Umzüge gab, da Juden nicht länger erlaubt war, in Häusern zu wohnen, die – so die NS-Lesart – „deutsches“ Eigentum waren. Dazu verwendeten die Schüler „Leiter- oder Pritschen-Wagen“.

## Erinnerungen von Schülerinnen und Schülern

### Walter Marx
Walter Marx (Jahrgang 1925) berichtet aus dem Jahr 1939, wie wichtig es für ihn war, die Klassengemeinschaft der achten Klasse der Jüdischen Schule zu erleben. Zuvor hatte er das Jüdische Landschulheim in Herrlingen besucht, im März 1939 kam Walter Marx in die Jüdische Schule Stuttgart: „Nachdem ich über meinen Gelbsuchtsanfall (…) hinweg war und die Schule in Herrlingen dabei war, ihre Tore für immer zu schließen, wurde ich jetzt in die achte und letzte Klasse der jüdischen Schule in Stuttgart angemeldet. Meine Klasse bestand aus fünf Buben und fünf Mädchen. Sie nahmen mich in freundlicher Weise als willkommenen Neuankömmling auf. Da ich keinen Schutz mehr gegen die bedrohliche Außenwelt wie in Herrlingen genoss, war es besonders wichtig, Freunde zu haben, die einem dabei halfen, die qualvollen Stöße, denen ich häufig ausgesetzt war, abzufedern. (…) Täglich auf dem Weg zu und von der Schule musste ich meinen Schülerausweis einem wissbegierigen Straßenbahnschaffner vorzeigen. Ohne dass sich dies jemals geändert hätte, führte dies zu einigen beleidigenden Bemerkungen... Wie die meisten seiner Mitschüler fuhr Walter Marx daraufhin mit dem Fahrrad zur Schule. Beim Englischlernen war Walter Marx gegenüber seinen Mitschülerinnen und Mitschülern privilegiert: Während dieser Zeit nahm ich zusätzlich zu dem täglichen Klassenunterricht in der Schule auch an einem Intensivkurs in Englisch teil, der von Fräulein Wieler, dem Typ einer gestrengen Englischpaukerin, angeboten wurde; sie war zufällig gleichzeitig die Leiterin der jüdischen Schule in Stuttgart. Alle meine Mitschüler, die an diesem Kurs teilnahmen, waren ausschließlich Erwachsene, einschließlich meiner Tante Else. Im Februar 1940 verließ Walter Marx Deutschland. Mit nur einer oder zwei Ausnahmen weiß ich von dem Schicksal meiner Mitschüler aus Herrlingen und Stuttgart gar nichts, es sei denn natürlich von solchen, die vor mir Deutschland verlassen hatten. Ich fand den Namen eines meiner Stuttgarter Klassenkameraden in einer Liste von Juden dieser Stadt, die deportiert wurden und in einem Nazi-Todeslager verschwunden sind.“

### Gusti Schäfer, geborene Gutmann
Gusti Schäfer, geborene Gutmann, Jahrgang 1929, die gemäß der NS-Ideologie als „jüdischer Mischling“ galt, berichtet von ihrer Zeit in der Jüdischen Schule. Danach erläutert sie, wie ihre Mutter sie wieder von dieser Schule nahm, an einer Staatsschule anmeldete und schließlich taufen ließ: „Inzwischen hatte ich den jüdischen Kindergarten verlassen und besuchte die jüdische Schule. Meine Mutter musste arbeiten gehen“ (…) "Außer am Mittwoch, besuchten wir Mädchen nachmittags dann den Schulkinderzirkel, wo Tante „Mala“ Bermann unsere Hausaufgaben überwachte. Wir kannten sie gut, denn sie hatte ja auch den Kindergarten geleitet. Seltsam – immer wieder mussten wir uns von Kindern verabschieden, weil sie mit den Eltern ins Ausland umzogen. Ich denke, dass diese jüdischen Familien ihre Kinder nicht mit der Angst belasten wollten, von der sie selbst in den Würgegriff genommen wurden. Auch was meine Mutter, schweren Herzens, insgeheim in die Wege leitete, blieb mir verborgen. Sie erklärte mir eines Tages, dass ich die Schule wechseln müsse. Die Woche darauf brachte mich meine Mutter in eine deutsche Schule – in die Hospitalschule – nicht weit von meiner bisherigen, der jüdischen Schule entfernt. Dies geschah Anfang November 1938. In der Nacht vom 9. zum 10. November, also nur wenige Tage später, fuhr ich erschrocken aus dem Schlaf hoch. Schreie – Befehle – berstendes Glas – was war das nur! Meine Mutter und ich rannten zu den Fenstern. Was wir sahen, war so grausam, dass ich sofort, auch heute noch, zu zittern beginne, wenn ich mir diese Reichspogromnacht in Erinnerung rufe. Es waren viele jüdische Geschäfte in unserer Nachbarschaft. Sämtliche Schaufensterscheiben wurden zertrümmert. In dieser Schreckensnacht holten die SA Leute alle jüdischen Männer aus den Betten. Zum Teil hatten sie kaum Zeit sich anzuziehen. Alle wurden festgenommen. Hinter unserem Haus, in der Marienstraße 6, war ein großer Hof, der die Verbindung zu den ersten Häusern der Rotebühlstraße herstellte. Dort befand sich eine jüdische Gaststätte, auch hier gingen die Fenster auf unseren Hof. In jener Nacht hörte ich die Frau – ich meine, sie hieß Bloch – so fürchterlich schreien, dass ich es nie vergessen konnte. Sie bestand darauf, ihr Mann werde das Haus nicht verlassen, bevor er sein Gebet gesprochen hatte. Ebenfalls erwirkte sie in ihrer Verzweiflung, dass der Mann nicht im Schlafanzug, wie die meisten, gehen musste. Er verließ das Haus in ordentlicher Kleidung und trug auch einen Mantel. Dies verdankte er einzig seiner mutigen Frau." (…) „Am nächsten Morgen, führte mich mein Schulweg vorbei an der brennenden Synagoge und vorbei an der Schule, in der ich so viele schöne Stunden verbracht hatte...“ (…) Am 13. November 1938 wurde ich getauft und war dann evangelisch. Ich dachte in meiner kindlichen Naivität, dass ich nun auch eine „DEUTSCHE“ sei, was selbstverständlich nicht der Fall sein konnte, denn mein Blut war „nicht rein“. (…) War es normal, dass ich keine Realschule, kein Gymnasium besuchen durfte?" Wie Walter Marx berichtet Gusti Schäfer von einer Mitschülerin, die in der Zeit des Nationalsozialismus ermordet wurde: „Hertha J. wurde als Zwölfjährige im KZ erschossen. Das Schicksal aller anderen ist mir unbekannt.“

## Erinnerungen der Lehrerin Ilse Roberg
Lehrerin Ilse Roberg, geborene Herz, Jahrgang 1915, teilt über die Schülerinnen und Schüler und das Schüler-/Lehrerverhältnis mit: „Es kam vor, dass wir auch Schüler zu unterrichten hatten, die dem Judentum vollständig fremd, ja feindlich gegenüber standen. Allerdings änderte sich mit dem Druck aufs Elternhaus (…) auch die Haltung zur Schule recht bald. Wir wurden die beliebtesten Gefährten unserer Schüler, die zu Hause nur Sorge ums tägliche Brot und Sorge um Auswanderungsmöglichkeiten anzutreffen vermochten.“

## Novemberpogrom
Edith Goldschmidt (Jahrgang 1907), die Frau des ersten Schulleiters, berichtet in betagtem Alter über die Ereignisse an der Schule im Rahmen der Novemberpogrome 1938: Ich hatte keinen Unterricht an jenem denkwürdigen Tag und wartete ahnungslos auf meinen Mann, der zum Mittagessen nach Hause kommen sollte. Er pflegte pünktlich zu sein, aber an diesem Tage kam er nicht. Stunde um Stunde verging, bis schließlich ein jüngerer Kollege, Herr David, der der orthodoxen Religionsgemeinschaft angehörte, gegen vier Uhr nachmittags zu mir kam. Er erzählte mir, was sich am Morgen in der Schule ereignet hatte. Alle Lehrer seien von SS-Truppen in ein Konzentrationslager abgeführt worden. (…) Er sei nur zufällig in der Schule gewesen. Ob ich denn nichts von den Synagogen- und Friedhofszerstörungen gehört habe? Jetzt wolle er sich von mir verabschieden. Ich riss mich zusammen und übernahm die Leitung der Schule. Es waren auch einige Lehrerinnen da, aber alle waren schon auswanderungsbereit. Ich weiß nicht mehr, was ich tat, aber ich sorgte dafür, dass die Kinder unterrichtet wurden. Nach vierzehn Tagen kam mein Mann zurück.

## Schließung der Schule aufgrund erzwungener Auswanderung und Verbotes
Der Druck von Seiten der nationalsozialistischen Politik wurde immer größer. Nach einem kurzen Aufschwung ging die Zahl der Schülerinnen und Schüler infolge der so genannten Auswanderung immer weiter zurück. Als am 31. März 1941 das Verbot erlassen wurde, jüdische Kinder zu unterrichten, musste die Jüdische Schule geschlossen werden.

## Gebäude
Das Gebäude wurde im Zweiten Weltkrieg beschädigt. Nach dem Kriegsende brachte Ernst Guggenheimer das Haus wieder „in benutzbaren Zustand“. Es wurde an die Firma Lutz, Knapp & Co, einer Großhandlung für Möbelstoffe, als Lager vermietet. Die Turnhalle wurde von 1950 bis 1952 als provisorischer Betsaal der Jüdischen Gemeinde eingerichtet und am 8. Juli 1950 eingeweiht, dazu dienten Räume Verwaltungszwecken der jüdischen Gemeinde. Obwohl die nach Entwürfen von Ernst Guggenheimer fertiggestellte Neue Synagoge am 13. Mai 1952  eingeweiht wurde, konnten bereits zuvor Gottesdienste darin stattfinden, so wurden die Hohen Feiertage (Rosch ha-Schana und Jom Kippur) 1951 darin begangen. Später wurde das Gebäude der Schule umgebaut und in das Gemeindezentrum an der Hospitalstraße integriert.